# Калмицька кіннота

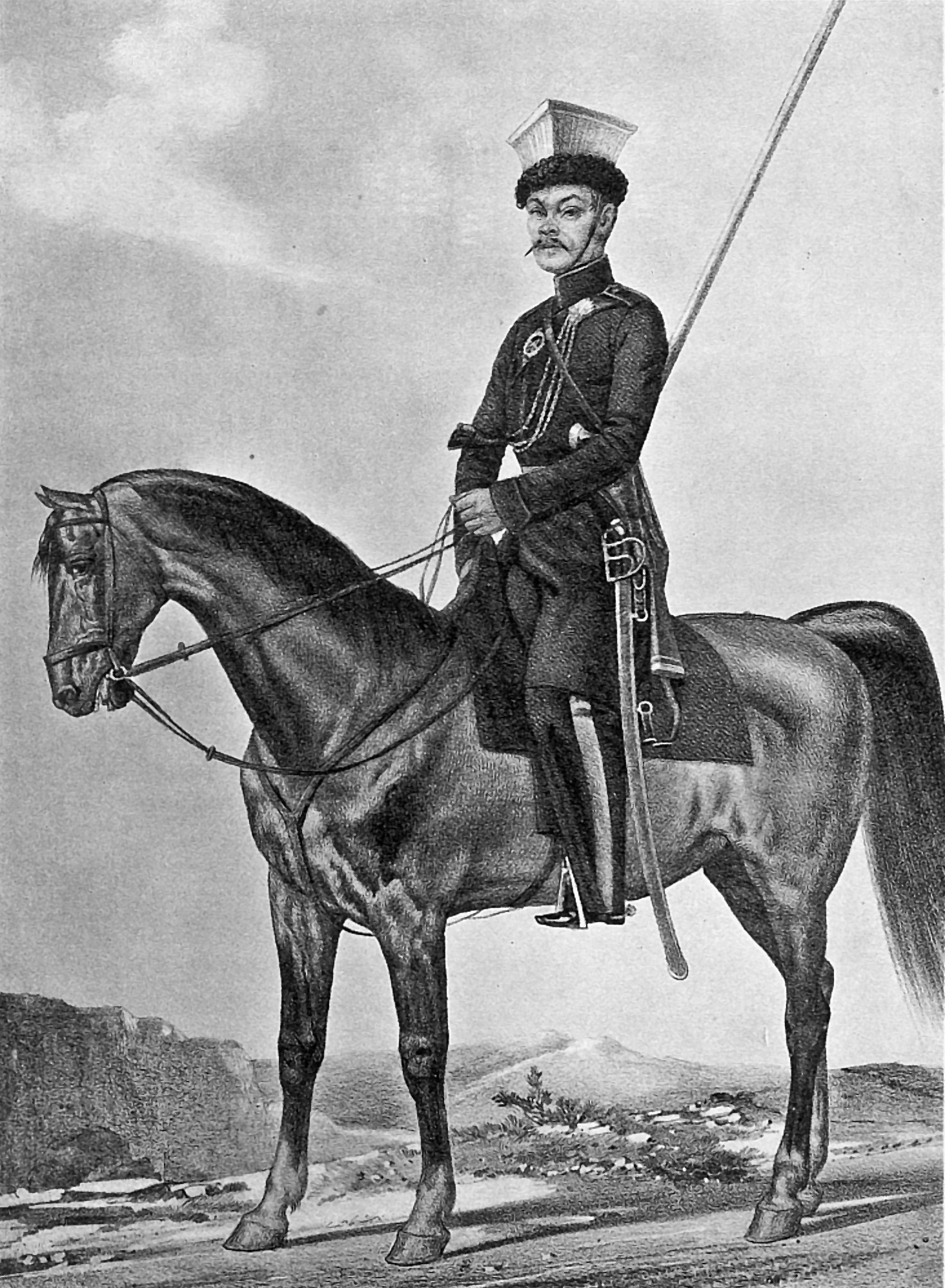
Рядовий Калмицьких полків, 1812—1825

Калмицька кіннота — різні кінні калмицькі формування, які служили в армії Російської імперії в XVII—XIX століттях.

## Участь у військових діях
Коли калмики в першій половині XVII століття прийняли російське підданство, то дали зобов'язання брати участь у військових діях за Росії, за це їм виплачували щорічну платню.
Під час російсько-польської війни 1654—1667 років калмицька кіннота брала участь у бойових діях проти ногаїв та кримських татар, а потім і проти військ Речі Посполитої. 21 травня 1665 року у битві під Білою Церквою кіннота змусила відступити елітну польську кавалерію.
У 1672 році калмики брали участь у поході на Азов. У 1709 році брали участь у Північній війні 1711 році — у Кубанській експедиції П. М. Апраксину.

Під час російсько-турецької війни 1735—1739 років калмики брали участь у походах на Кубань та у походах на Крим.
Частина дербетів служили у складі Астраханського козачого війська з дня формування Астраханської козацької команди 10 лютого 1737 року. 277 воїнів з 300 були калмиками.
У 1739 році для правительки хрещених калмиків княгині Анни Тайшиної поблизу Волги, в урочищі Куней Волоші була збудована фортеця Ставрополь. Біля цієї фортеці хрещені калмики склали особливе Ставропольське калмицьке військо .
Калмики брали участь у російсько-шведській війні 1741—1743 років. Потім вони у складі донських козацьких загонів прямували на службу до Прибалтики до кінця 1740-х років. У 1753 році було мобілізовано 2 тис. ханських та 500 ставропольських калмиків для служби у Ліфляндії.
Калмицька кіннота брала участь у взятті Інстербурга та Алленбурга, у битві при Гросс-Егерсдорфі.
У 1771 році більшість торгутів пішла з Росії в Джунгарію, частина їх проживала на землях чугуївських козаків до 1803 року, коли, нарешті, була поселена на Дон і зарахована до донських козаків.
Калмики брали участь у російсько-турецькій війні 1768—1774 років, у поході корпусу М. Берга до Криму у 1771 році та проти кримських татар та горців.
Ставропольське калмицьке військо брало участь у російсько-шведській війні 1788—1790 років.
В 1803 склад Ставропольського калмицького війська був визначений у Ставропольський козачий полк. Він брав участь у війні 1807 року з французами.
Під час Вітчизняної війни 1812 року два Астраханські калмицькі полки, 3-й Західної армії, і Ставропольський калмицький полк під командуванням Павла Діомідія був у складі 2-ї Західної армії. Ці полки також брали участь у Закордонному поході 1813-14 років.